# 渡邊ちこ
渡邊 ちこ（わたなべ ちこ、1991年10月4日 - ）は、日本のアイドル。女性アイドルユニットnotallの元メンバー。
東京都出身。

## 略歴
- 2014年5月30日、ワロップ放送局の次世代型ソーシャルアイドルグループのプロデュースに先立って行われたソーシャルアイドルオーディションで選ばれた、片瀬成美、田崎礼奈、渡邊ちこ、佐藤遥の4名でnotall結成。
- 2019年3月21日、品川インターシティホールにて行われるVILLAGE VANGUARD presents notall全国ツアー　今一番遊べるアイドル ～CD売らなくてごめんなツアーい〜のツアーファイナルにてグループを脱退[1]。

## 人物
- 父は元SPECTRUM、AB'Sの渡辺直樹、叔父は元ザ・ワイルドワンズの渡辺茂樹、叔母は歌手の南翔子[2]。曽祖父はピアニスト、祖母は歌手という音楽家系に育つ[2]。ザ・ドリフターズ、加藤茶の親戚。

- 3人兄弟の末っ子で兄と姉がいる。兄はnotallのオリジナル曲「We are notall!!!!」を提供しており、また、元FANTA ZERO COASTERでUNNATURALのMITSU[2]。
- 一見クールに見えるが、その内面は仲間想いで情熱的。
- 趣味はダンス、ショッピング、海外旅行
- 特技はものまね、都道府県を15秒以内で言う事。静岡のローカル番組ではアメリカ50州を暗記し30秒以内で言う事も達成。
- 好きな食べ物は貝、チーズ、アボカド
- 高校時代にダンス部がなかった為、ダンス部を設立し初代部長として活動した。
- 幼少期から歌とダンスが好きだと言うのがアイドルになりたいきっかけになった。
- 専門学校卒業後、就職するがアイドルになりたいという夢を諦めきれずオーディションを受ける 。
- 錠剤は砕かないと飲めない。
- 好きな男性のタイプは「精神が安定してる人」
- モーニング娘。時代からの矢口真里ファンであり、番組で対面した際には手持ちのグッズを披露している[3]。
- トレードマークであったロングヘアーを35cmカットしてヘアドネーションに寄付をした。

## 出演
※個人での出演のみ記載(グループとしての活動はnotall#出演を参照)

### ドラマ
- ブスと野獣 第1回（2015年8月2日、フジテレビ）-
- 弱虫ペダル 第5話（2016年9月23日、BSスカパー!）- 記者 役
- コウノドリ 第8話（2017年12月1日、TBS）- 妊婦 役
- 昭和元禄落語心中 （2018年10月12日 - 、NHK総合テレビジョン）- 渋谷はな子のCVを担当

### CM
- FMV × Office OneNote（2017年）- ウェブCM
- ガリバー 米子米原店（2017年、山陰中央テレビ ※めざましテレビ 6:57 - 、お天気コーナー内CM）

### 雑誌
- 「マツエク。STYLEBOOK VOL.4」

### フリーペーパー
- ディスクユニオン・フリーペーパー「レコードがある暮らし」- vol.4表紙
- ディスクユニオン・フリーペーパー「レコードがある暮らし」 - vol.6 コラム掲載

### Web
- キタコレ「恵比寿MADISON」（2014年）- リポート
- キタコレ「夏サカス2014 デリシャカス」（2014年）- リポート
- キタコレ「グルメ＆ミュージックフェスタ」（2014年）- リポート
- ルトロン [4]（2018年）